# جورج هنت (عالم إنسان)
جورج هنت هو عالم إنسان كندي، ولد في 14 فبراير 1854 في Fort Rupert ‏ في كندا، وتوفي بنفس المكان في 1933.